# ホンダ・ブロス
ブロス(BROS) はかつて本田技研工業が生産していたV型2気筒のレシプロエンジンを搭載したネイキッドタイプのオートバイである。

## 概要
ブロスはホンダ・NV400カスタム/SPのエンジンをベースとした、新設計の52°狭角V型2気筒エンジンを搭載したロードスポーツとして、1988年に排気量650ccのブロス プロダクト・1と排気量400ccのブロス プロダクト・2が販売された。
650ccエンジンを搭載するモデルはProduct One（プロダクト1）と呼ばれ車体形式はRC31、車名はNT650。400ccエンジンを搭載するモデルはProduct Two（プロダクト2）と呼ばれ車体形式はNC25、車名はNT400。それぞれ、J型、K型、K II型、L型、L II型とある。
レーサーレプリカが全盛だった当時、「普通のバイク」を求める声も少なからず存在しており、「気軽に乗れるバイクがいいが最新技術も捨てがたい」という相反する意見を折衷したようなバイクであった。
1990年にはカラーチェンジのほかセミアップハンドルタイプが追加され、ラジアルタイヤや中空3本スポークホイールが装備された。
また、輸出仕様も存在し北米ではNT650 HAWK GT（ホーク）という愛称で販売されていた他、欧州向けにはシャフトドライブ化されたNTV650 Revereが販売されていた。馬力は61ps/8000rpmと日本仕様よりわずかに増加している。

## 車両解説
ホンダ独自の位相クランク技術を用いた、狭角（52度）V型水冷エンジンが特徴で、位相クランクによりバランサーなどを使わずVツインエンジンとしてはかなり一次振動を低減できている。トルクを重視し10000rpm以下で真価を発揮するエンジンのため、シリンダーヘッドの軽量コンパクト化と、コストダウンを両立できるSOHC・1気筒あたり吸気2バルブ、排気1バルブの計3バルブ方式やツインプラグを採用したことにより高い吸排気効率と燃焼速度を早め、燃焼効率を実現し低中速におけるトルクの増大を図っている。SOHCエンジンにしては高出力とすぐれた燃料経済性を期待できるエンジンである。
フリクションロスを抑えるためにバルブ本体を軽量化してありバルブスプリングも荷重の低いタイプを使用することによりカムシャフトは同系列エンジンのアフリカツインなどよりオーバーラップの少ない低中速型である。バルブ系の限界域は10500rpmといわれている。点火リミッターはプロダクト・1が9200rpm、プロダクト・2が10200rpmである。メーター上のレッドゾーンはプロダクト・1が8500rpm、プロダクト・2が9500rpmである。出力の特性は3000回転～6000回転の間でフラットな台形を描く。同様の狭角52度VツインにはNV400、STEEDなどがある。

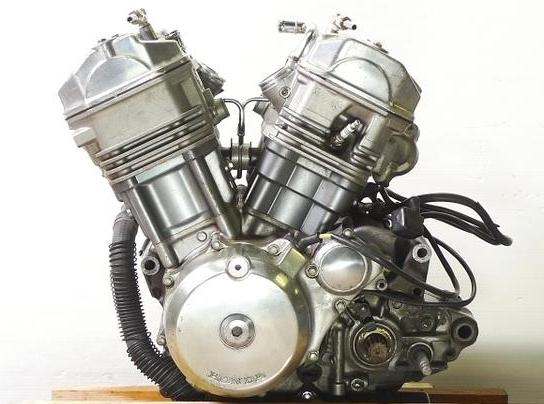
NT650-J K K2型共通 左側 RC31E
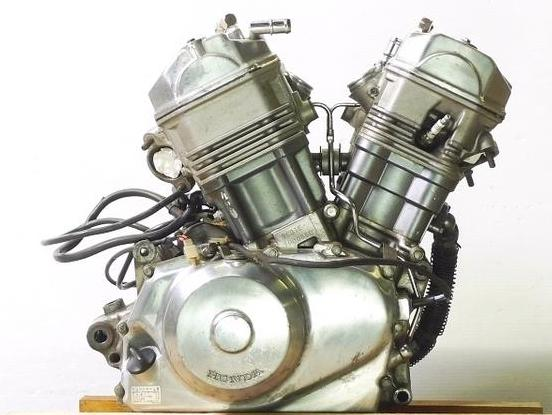
NT650-J K K2型共通 右側 RC31E

ゆったりとしたVツインのエンジンに五角目の字断面アルミフレーム、デザインされたホイール、極太のリアタイヤ、リヤホイールはRVFの系譜らしくセンターロック方式、プロアームと呼ばれる片持ち式アルミ鋳造リアスイングアームなどが特徴だった。
外観で見て取れる汎用性強度を持たせる必要のないほとんどの構成部品をアルミ製羽布掛け調に仕上げてあり、贅沢に作られている。前後のエキゾーストパイプもステンレス製（羽布掛け調）である。
全モデルにサイドスタンド、センタースタンドを装備。また、サイドスタンドセンサーは付いていない。

## モデル一覧

### J型
1988年1月に販売が開始されたモデルで、J型、K型、K II型を総じて前期型、または、1型と呼ばれることもある。
プロアームに貼られる「elf proarm」のロゴシールはProduct Twoのフレーム番号「1006736」までと、Product Oneのフレーム番号「1002243」までは無い。

### K型
トップブリッジにホンダ ウィングのエンブレムが埋め込まれた。このモデルから全車にプロアームに「elf Proarm」のロゴシールの添付。

### K II型
J型/K型と大きな差異はジュラルミン製セパレート型ハンドルがセミ・アップハンドルである。

### L型
後期型、または、2型と呼ばれるモデル。
ブラックは据え置きで設定され、ガンメタリックは廃止。ワインレッドは明るいキャンディブルゴーニュレッドへ変更。このキャンディブルゴーニュレッドとローポジションハンドル（L型）は受注生産仕様となり、L II型が標準仕様となった。
また、タンク上の「BROS」ロゴがガンメタリックからゴールド系のカラーへ変更。
エンジンは、点火系が電子制御のPGM-IGに変更。エンジンオイル経路も見直されエンジン外側をはしっていたオイルパイプが廃止された。特徴の一つであったホイールが、2本ずつ6本のフィン形状から3本スポーク風の形状へと変更され、色もガンメタリックからゴールドへ変更された。タイヤがフロント 120/80-17インチ、リヤ 150/70-18インチへ変更され、ラジアル化とともに重量も軽量化された。またプロアームの形状変更、タンクキャップのデザインの変更、ウィンカー形状の変更がされた。

### L II型
L型と大きな差異はジュラルミン製セパレート型ハンドルがセミ・アップハンドルである。